# Gary Kobinger
Gary Kobinger est un microbiologiste et enseignant universitaire canadien (québécois). Il est notamment connu pour avoir codéveloppé un vaccin et un traitement efficaces contre la maladie à virus Ebola. En 2020, dans la foulée de la pandémie de Covid-19 au Canada, il dirige une équipe de chercheurs qui élabore trois vaccins potentiels contre cette maladie.

## Biographie
Gary Kobinger est né dans la ville de Québec au Canada. Après avoir abandonné des études en médecine et planté des arbres pendant une année, il se rend en Inde, où il contracte une sévère maladie. Guéri après plusieurs mois de convalescence, il décide de retourner à l'université. « J'ai réalisé qu'il y avait un grand besoin de vacciner et de protéger les gens contre les maladies infectieuses émergentes. Je suis devenu fasciné par les virus et j'ai été convaincu que nous pouvions aider les gens. Mon objectif est devenu de prévenir la mort,. » Il obtient un baccalauréat en microbiologie à l'Université Laval en 1993, un doctorat en microbiologie de l'Université de Montréal en 1998, puis un post-doctorat de l'université de Pennsylvanie. 
En 2005, il est recruté par l'Agence de la santé publique du Canada. De 2007 à 2014, il effectue quatre voyages en Afrique pour observer l'impact du virus Ebola sur les populations locales. « Vous n'oubliez jamais l'expression de la peur imprimée sur le visage d'une personne morte d'Ebola »,. En 2008, il est nommé responsable du Special Pathogens Biosafety Level 4 program (littéralement, « Programme spécial de biosécurité des pathogènes niveau 4 ») et travaille au Laboratoire national de microbiologie (en) (situé à Winnipeg au Manitoba) et seul laboratoire en microbiologie de niveau 4 au Canada (il est supervisé par les Forces armées canadiennes). C'est à cette époque que Kobinger commence à enseigner et faire de la recherche à l'Université du Manitoba.
En 2005, Kobinger et Xianngguo Qiu, malgré le scepticisme de la communauté scientifique, commencent à rechercher des anticorps susceptibles non pas de bloquer la multiplication du virus Ebola dans le corps humain, mais des anticorps susceptibles de ralentir suffisamment la multiplication du virus pour permettre au corps de développer des méthodes de lutte au virus. En 2008, Qiu établit qu'un mélange de trois anticorps suffit pour freiner la progression du virus. Par la suite, les deux mettent au point le vaccin VSV-EBOV en s'appuyant sur les travaux antérieurs de Kobinger. Le ZMapp, traitement qu'ils ont également mis au point, combiné au vaccin se révèlent très efficaces contre la maladie à virus Ebola. 
En 2014, Kobinger apparaît à l'émission de la BBC Horizon pour discuter de son travail.
En 2015, il est nommé « Scientifique de l’année 2015 de Radio-Canada ».
En 2015, il apparaît à l'émission de la PBS 60 Minutes pour discuter de ZMapp.
En 2017, Kobinger et Qiu reçoivent le « prestigieux » prix principal d'innovation Ernest C. Manning pour « l’élaboration d’un traitement, le ZMapp, contre le virus Ebola ».
En 2018, Kobinger et Qiu reçoivent le prix du Gouverneur général pour l'innovation de 2018. 
En juillet 2019, Qiu, son mari et leurs étudiants chinois, qui travaillent tous au Laboratoire national de microbiologie, sont suspendus par l'Agence de la santé publique du Canada sur des soupçons de bris de confidentialité, ce que le président de l'Agence de la santé publique du Canada n'a ni confirmé ni infirmé, indiquant que la Gendarmerie royale du Canada enquête à ce sujet.
En 2020, probablement à cause de son expérience en administration de laboratoire et du succès du traitement contre le virus Ebola, Gary Kobinger est recruté par l'Organisation mondiale de la santé (OMS) pour occuper un poste au sein du Strategic and Technical Advisory Group for Infectious Hazards (STAG-IH, littéralement « Groupe conseil stratégique et technique pour les risques infectieux »). 
Au début 2020, le chercheur travaille à la mise au point d'un vaccin contre le VIH. Cependant, lorsqu'il constate que l'impact de la Covid-19 est nettement plus ample que d'autres épidémies, il décide d'interrompre ses recherches sur le VIH et de réorienter son équipe sur un vaccin contre la Covid-19. Selon lui, son équipe « peut y parvenir en moins de 12 mois et pour une fraction du prix de ce que pourront faire les grandes multinationales pharmaceutiques. » Il souligne que les instances gouvernementales canadiennes l'ont sollicité et lui ont demandé ce qu'elles pouvaient faire pour le soutenir, ce qui est inhabituel selon lui tout en lui faisant plaisir. Il rajoute : « Ce n’est pas un virus très impressionnant, de notre point de vue, ça fait 20 ans qu’on vit dans les épidémies ; pour nous, c’est une autre journée au bureau. Je ne minimise rien, je vois les dommages énormes ; mais imaginez s’il était plus mortel… » Il anticipe qu'un virus encore plus dangereux surgisse dans le futur.
En février 2020, l'équipe de Kobinger propose trois vaccins potentiels contre la Covid-19. Le chercheur indique que l'homologation d'un vaccin pourrait prendre de cinq à dix ans « parce que les gens ont tellement peur des vaccins, et les anti-vaccins font tellement de bruit, que les régulateurs ne tolèrent qu’un niveau de risque extrêmement bas, voire aucun risque, pour les vaccins ». Par ailleurs, le microbiologiste Raymond Tellier fait remarquer qu'il « y a une bonne part d’empirisme dans la fabrication d’un vaccin », tout en faisant observer que, même si les recherches d'un vaccin contre le SRAS ont été abandonnées lorsque cette maladie a cessé ses ravages, elles ont permis de raccourcir les travaux préliminaires pour trouver un vaccin contre la Covid-19.
En mars 2020, Kobinger et deux autres collègues reçoivent une subvention de 2 millions CA$ pour rechercher des méthodes de lutte contre la Covid-19.
Fin octobre 2020, Kobinger déclare que des vaccins seront disponibles en décembre 2020, sinon au début 2021, mais en petites quantités et prioritairement réservés aux personnes les plus vulnérables et aux personnels en soins de la santé. Il affirme que la sévérité de la seconde vague de pandémie de Covid-19 au Québec est moindre parce que la population respecte mieux les consignes sanitaires.

« Il y a seulement 22 familles de virus qui causent des maladies chez l’humain. Nous devrions avoir au moins un vaccin en banque pour chaque famille. »

— Gary Kobinger

« Présentement, aucun vaccin ne cause un facteur de mortalité plus important que celui de la maladie. Dans le cas de la rougeole, le risque d'en mourir existe. Ce sont les virus qui tuent. Pas les vaccins. »

— Gary Kobinger
En 2020, il est « professeur au Département de microbiologie-infectiologie et d’immunologie » et, depuis 2016, directeur du Centre de recherche en infectiologie de l’Université Laval.
Il est également professeur adjoint à l'université de Pennsylvanie et professeur associé en microbiologie à l'Université du Manitoba.
En décembre 2020, il critique les gouvernements d'avoir attendu trop longtemps avant d'exiger le port du masque au travail et dans les lieux publics. Il croit que si le gouvernement du Canada se dotait d'un groupe-conseil d'experts indépendants, il serait mieux outillé pour gérer des crises de l'ampleur de la pandémie de Covid-19 au Canada. 

« Même l'Agence de la santé publique du Canada – qui a fait du travail exceptionnel – est malheureusement un bras du gouvernement. Je pense qu’ils auraient mieux fait avec les masques, les voyages, s'ils avaient été indépendants. »

— Gary Kobinger
Il est néanmoins satisfait d'observer que beaucoup de gens veulent en savoir plus sur la science, tout en se désolant de la quantité de fausses informations circulant dans le Web.
Au début janvier 2021, il suggère que le plus de gens possibles reçoivent une première dose, la deuxième injection pouvant être retardée jusqu'à 6 mois. Il explique : « De ce qu’on voit dans les premiers chiffres qui sortent, notamment aux États-Unis, c’est qu’après la première dose, il semble y avoir 80 % de protection. Donc si vous faites le calcul, c’est beaucoup mieux d’avoir 100 000 protégées à 80 % que 50 000 personnes protégées à 95 % ».
En mars 2021, la communauté scientifique débat encore des méthodes propagation du virus SARS-CoV-2 : par gouttelettes ou en aérosol ? Si la propagation se fait par aérosol, le personnel médical doit porter un masque N95. Pour tenter de mettre un terme à ce débat, Kobinger et la chercheuse en microbiologie Caroline Duchaine recherchent les endroits où le virus pourrait se trouver dans des établissements de santé. 

« On a trouvé de l'ARN viral sur le haut des cadres de porte à quatre mètres du patient. Les particules étaient transportées par l'air… Les soignants qui viennent dans la chambre du patient avec un masque qui bâille par les côtés sont susceptibles de les inhaler. »

— Gary Kobinger

### Citations originales
1. ↑  (en) « I realized there was a great need to immunize and protect people from emerging infectious diseases. I became fascinated with viruses and I was convinced we could help people. My goal became to prevent death. »
2. ↑  (en) « You never forget the expression of fear imprinted on the face of someone who has died of Ebola »